# Man begraver inte på söndagar
Man begraver inte på söndagar (franska: On n'enterre pas le dimanche) är en fransk kriminalfilm från 1960 i regi av Michel Drach.
Filmen baseras på Fred Kassaks roman med samma namn.

## Utmärkelser
Filmen vann Louis Delluc-priset 1959.

## Rollista i urval
- Christina Bendz - Margaretha Lundal
- Philippe Mory - Philippe Valence
- Hella Petri - Maryse Courtalès
- Albert Gilou - M. Courtalès
- Marcel Cuvelier - kommissarien
- Frédéric O'Brady - redaktören
- Robert Lolliot - inspektören